# Словачка на Светском првенству у атлетици на отвореном 2017.
Словачка је на Светском првенству у атлетици на отвореном 2017. одржаном у Лондону од 4. до 13. августа тринаести пут, односно учествовала је под данашњим именом на свим првенствима  од 1993. до данас. Репрезентацију Словачке представљало је 5 такмичара (3 мушкараца и 2 жене) који су се такмичили у 6 дисциплина (4 мушке и 2 женске).,
На овом првенству такмичари Словачке нису освојили ниједну медаљу.

## Учесници
| Мушкарци: - Јан Волко — 100 м, 200 м - Душан Мајдан — 50 км ходање - Марсел Ломницки — Бацање кладива | Жене: - Марија Чакова — 20 км ходање - Никола Ломницка — Бацање кладива |  |

## Резултати

### Мушкарци
| Атлетичар       | Дисциплина     | Лични рекорд | Предтакмичење | Предтакмичење | Квалификације | Квалификације | Полуфинале           | Полуфинале           | Финале               | Финале            | Детаљи |
| Атлетичар       | Дисциплина     | Лични рекорд | Резултат      | Место         | Резултат      | Место         | Резултат             | Место                | Резултат             | Место             | Детаљи |
| --------------- | -------------- | ------------ | ------------- | ------------- | ------------- | ------------- | -------------------- | -------------------- | -------------------- | ----------------- | ------ |
| Јан Волко       | 100 м          | 10,16 НР     | 10,15 КВ, НР  | 1. у гр. 3    | 10,25 (.247)  | 1. у гр. 3    | Није се квалификовао | Није се квалификовао | Није се квалификовао | 28 / 58 (62)      |        |
| Јан Волко       | 200 м          | 20,16 НР     |               |               | 20,52 КВ      | 3. у гр. 3    | 20,61                | 6. у гр. 2           | Није се квалификовао | 15 / 46 (50)      |        |
| Душан Мајдан    | 50 км ходање   | 3:53:26      |               |               |               |               |                      |                      | Није завршио трку    | Није завршио трку |        |
| Марсел Ломницки | Бацање кладива | 79,16        |               |               | 74,26         | 4. у гр. Б    |                      |                      | Није се квалификовао | 13 / 32           |        |

### Жене
| Атлетичарка     | Дисциплина     | Лични рекорд | Квалификације | Квалификације | Полуфинале | Полуфинале | Финале                | Финале       | Детаљи |
| Атлетичарка     | Дисциплина     | Лични рекорд | Резултат      | Место         | Резултат   | Место      | Резултат              | Место        | Детаљи |
| --------------- | -------------- | ------------ | ------------- | ------------- | ---------- | ---------- | --------------------- | ------------ | ------ |
| Марија Чакова   | 20 км ходање   | 1:32:23      |               |               |            |            | 1:35:11               | 36 / 52 (61) |        |
| Никола Ломницка | Бацање кладива | 71,58        | 64,60         | 15. у гр. А   |            |            | Није се квалификовала | 28 / 30 (32) |        |